# Grand bazar de la rue de Rennes
El Gran Bazar de la rue de Rennes, también llamado Grands Magasins de la rue de Rennes o Magasins Réunis-Montparnasse, es unos antiguos grandes almacenes ubicados en el número 136-138 de la calle de Rennes en el VI Distrito de París.

## Historia
Eugène Corbin, hijo de Antoine Corbin, fundador de los Magasins Réunis, y otros accionistas encomendaron en 1905 al arquitecto Henry Gutton, miembro de la escuela de Nancy, la construcción de una nueva tienda en la rue de Rennes, cerca de la estación de Montparnasse, que abrió el 29 de septiembre de 1906.
En 1910, se convirtió en Grands Magasins en la rue de Rennes, y en la década de 1920, fue comprado por United Stores.
Alrededor de 1960, estos revistieron una fachada nueva y más mundana sobre la fachada original de estilo Art Nouveau.
El edificio original fue destruido en 1972 y luego reemplazado por el edificio actual.
Cuando se reabrió en 1974, el edificio albergaba la primera tienda de la marca Fnac en Montparnasse, que entonces solo ofrecía libros.

## Arquitectura
Tenía cinco plantas:
- un sótano
- un gran espacio en la planta baja que estaba parcialmente inclinado para compensar el desnivel entre la rue de Rennes y la rue Blaise-Desgoffe.
- tres niveles de galería

Una gran escalera central dividía el espacio en dos. Permitía el acceso a las galerías del primer y segundo piso mediante puentes galería.
Aunque se encuentra en la esquina de dos calles, no ofrecía una cúpula de esquina como es el caso de los otros grandes almacenes construidos al mismo tiempo, como el edificio Félix Potin frente a él.
La tienda estaba ricamente adornada: se levantan veinticuatro espigas en amortiguamiento de los pilotes de los vanos en poco más de cien metros de fachada. Diecisiete espigas, mucho más altas, reciben pequeños banderines triangulares y de colores o anuncios en forma de pendones.
Las vigas metálicas procedían de los talleres del ingeniero Armand Moisant, principal competidor de Gustave Eiffel.

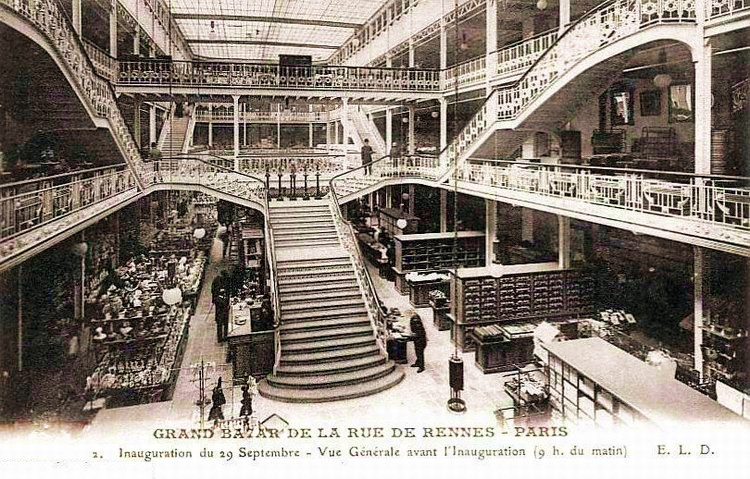
Interior de la tienda.